# Ministero della guerra (Giappone)
Il Ministero della guerra (陸軍省?, Rikugunshō; a volte citato anche come Ministero dell'esercito), fu un dicastero governativo dell’Impero Giapponese incaricato di sottendere agli affari amministrativi dell'Esercito imperiale esistito, in forma continuativa, dal 1871 al 1945.

## Organizzazione

Bandera di guerra dell'Esercito imperiale

Il Ministero dell'esercito e il Quartier generale imperiale si trovavano a Ichigaya, attualmente parte di Shinjuku, Tokyo.
- Segretario aggiunto dell'esercito (viceministro)
  - Ufficio per gli affari militari
  - Ufficio del personale
  - Ufficio armamento
  - Ufficio per i servizi dell'esercito
  - Ufficio amministrazione
  - Intendenza (contabilità e sussistenza)
  - Ufficio per gli affari sanitari
  - Ufficio per gli affari giuridici
  - Ufficio per la mobilitazione economica (abolito nell’aprile del 1945)
  - Dipartimento aeronautico

## Ministri della guerra giapponesi
| N. | Fotografia   | Nome                                         | durata mandato    | durata mandato    | Governo      |
| -- | ------------ | -------------------------------------------- | ----------------- | ----------------- | ------------ |
| 1  |              | Ōyama Iwao 大山 巌                           | 22 dicembre 1885  | 17 maggio 1891    | 1º Itō       |
| 1  | Kuroda       | Ōyama Iwao 大山 巌                           | 22 dicembre 1885  | 17 maggio 1891    |              |
| 1  | 1º Yamagata  | Ōyama Iwao 大山 巌                           | 22 dicembre 1885  | 17 maggio 1891    |              |
| 1  | 1º Matsukata | Ōyama Iwao 大山 巌                           | 22 dicembre 1885  | 17 maggio 1891    |              |
| 2  |              | Takashima Tomonosuke 高島 鞆之助             | 17 maggio 1891    | 8 agosto 1892     |              |
| 3  |              | Ōyama Iwao 大山 巌                           | 8 agosto 1892     | 20 settembre 1896 | 2º Itō       |
| 3  | 2º Matsukata | Ōyama Iwao 大山 巌                           | 8 agosto 1892     | 20 settembre 1896 |              |
| 4  |              | Takashima Tomonosuke 高島 鞆之助             | 20 settembre 1896 | 12 gennaio 1898   |              |
| 5  |              | Katsura Tarō 桂 太郎                         | 12 gennaio 1898   | 23 dicembre 1900  | 3º Itō       |
| 5  | 1º Ōkuma     | Katsura Tarō 桂 太郎                         | 12 gennaio 1898   | 23 dicembre 1900  |              |
| 5  | 2º Yamagata  | Katsura Tarō 桂 太郎                         | 12 gennaio 1898   | 23 dicembre 1900  |              |
| 5  | 4º Itō       | Katsura Tarō 桂 太郎                         | 12 gennaio 1898   | 23 dicembre 1900  |              |
| 6  |              | Kodama Gentarō 兒玉 源太郎                   | 23 dicembre 1900  | 27 marzo 1902     |              |
| 6  | 1º Katsura   | Kodama Gentarō 兒玉 源太郎                   | 23 dicembre 1900  | 27 marzo 1902     |              |
| 7  |              | Terauchi Masatake 寺内 正毅                  | 27 marzo 1902     | 30 agosto 1911    |              |
| 7  | 1º Saionji   | Terauchi Masatake 寺内 正毅                  | 27 marzo 1902     | 30 agosto 1911    |              |
| 7  | 2º Katsura   | Terauchi Masatake 寺内 正毅                  | 27 marzo 1902     | 30 agosto 1911    |              |
| 8  |              | Ishimoto Shinroku 石本 新六                  | 30 agosto 1911    | 2 aprile 1912     | 2º Saionji   |
| 9  |              | Uehara Yūsaku 上原 勇作                      | 5 aprile 1912     | 21 dicembre 1912  | 2º Saionji   |
| 10 |              | Kigoshi Yasutsuna 木越 安綱                  | 21 dicembre 1912  | 24 giugno 1913    | 3º Katsura   |
| 10 | 1º Yamamoto  | Kigoshi Yasutsuna 木越 安綱                  | 21 dicembre 1912  | 24 giugno 1913    |              |
| 11 |              | Kusunose Yukihiko 楠瀬 幸彦                  | 24 giugno 1913    | 16 aprile 1914    |              |
| 12 |              | Oka Ichinosuke 岡 市之助                     | 16 aprile 1914    | 30 marzo 1916     | 2º Ōkuma     |
| 13 |              | Ōshima Ken'ichi 大島 健一                    | 30 marzo 1916     | 29 settembre 1918 | 2º Ōkuma     |
| 13 | Terauchi     | Ōshima Ken'ichi 大島 健一                    | 30 marzo 1916     | 29 settembre 1918 |              |
| 14 |              | Tanaka Giichi 田中 義一                      | 29 settembre 1918 | 9 giugno 1921     | Hara         |
| 15 |              | Yamanashi Hanzō 山梨 半造                    | 9 giugno 1921     | 2 settembre 1923  | Hara         |
| 15 | Takahashi    | Yamanashi Hanzō 山梨 半造                    | 9 giugno 1921     | 2 settembre 1923  |              |
| 15 | Katō         | Yamanashi Hanzō 山梨 半造                    | 9 giugno 1921     | 2 settembre 1923  |              |
| 16 |              | Tanaka Giichi 田中 義一                      | 2 settembre 1923  | 7 gennaio 1924    | 2º Yamamoto  |
| 17 |              | Kazushige Ugaki 宇垣 一成                    | 7 gennaio 1924    | 20 aprile 1927    | Kiyoura      |
| 17 | Katō         | Kazushige Ugaki 宇垣 一成                    | 7 gennaio 1924    | 20 aprile 1927    |              |
| 17 | 1º Wakatsuki | Kazushige Ugaki 宇垣 一成                    | 7 gennaio 1924    | 20 aprile 1927    |              |
| 18 |              | Yoshinori Shirakawa 白川 義則                | 20 aprile 1927    | 2 luglio 1929     | 1º Tanaka    |
| 19 |              | Kazushige Ugaki 宇垣 一成                    | 2 luglio 1929     | 14 aprile 1931    | Hamaguchi    |
| 20 |              | Jirō Minami 南 次郎                          | 14 aprile 1931    | 13 dicembre 1931  | 2º Wakatsuki |
| 21 |              | Sadao Araki 荒木 貞夫                        | 13 dicembre 1931  | 23 gennaio 1934   | Inukai       |
| 21 | Saitō        | Sadao Araki 荒木 貞夫                        | 13 dicembre 1931  | 23 gennaio 1934   |              |
| 22 |              | Senjūrō Hayashi 林 銑十郎                    | 23 gennaio 1934   | 5 settembre 1935  |              |
| 22 | Okada        | Senjūrō Hayashi 林 銑十郎                    | 23 gennaio 1934   | 5 settembre 1935  |              |
| 23 |              | Yoshiyuki Kawashima 川島 義之                | 5 settembre 1935  | 9 marzo 1936      |              |
| 24 |              | Hisaichi Terauchi 寺内 寿一                  | 9 marzo 1936      | 2 febbraio 1937   | Hirota       |
| 25 |              | Kōtarō Nakamura 中村 孝太郎                  | 2 febbraio 1937   | 9 febbraio 1937   | Hayashi      |
| 26 |              | Hajime Sugiyama 杉山 元                      | 9 febbraio 1937   | 3 giugno 1938     | Hayashi      |
| 26 | 1º Konoe     | Hajime Sugiyama 杉山 元                      | 9 febbraio 1937   | 3 giugno 1938     |              |
| 27 |              | Seishiro Itagaki 板垣 征四郎                 | 3 giugno 1938     | 30 agosto 1939    |              |
| 27 | 1º Hiranuma  | Seishiro Itagaki 板垣 征四郎                 | 3 giugno 1938     | 30 agosto 1939    |              |
| 28 |              | Shunroku Hata 畑 俊六                        | 30 agosto 1939    | 22 luglio 1940    | Abe          |
| 28 | Yonai        | Shunroku Hata 畑 俊六                        | 30 agosto 1939    | 22 luglio 1940    |              |
| 29 |              | Hideki Tōjō 東條 英機                        | 22 luglio 1940    | 22 luglio 1944    | 2º Konoe     |
| 29 | 3º Konoe     | Hideki Tōjō 東條 英機                        | 22 luglio 1940    | 22 luglio 1944    |              |
| 29 | Tojo         | Hideki Tōjō 東條 英機                        | 22 luglio 1940    | 22 luglio 1944    |              |
| 30 |              | Hajime Sugiyama 杉山 元                      | 22 luglio 1944    | 7 aprile 1945     | Koiso        |
| 31 |              | Korechika Anami 阿南 惟幾                    | 7 aprile 1945     | 14 agosto 1945    | Suzuki       |
| 32 |              | principe Naruhiko Higashikuni 東久邇宮稔彦王 | 17 agosto 1945    | 23 agosto 1945    | Higashikuni  |
| 33 |              | Sadamu Shimomura 下村 定                     | 23 agosto 1945    | 1 dicembre 1945   | Higashikuni  |
| 33 | Shidehara    | Sadamu Shimomura 下村 定                     | 23 agosto 1945    | 1 dicembre 1945   |              |

## Cinematografia
- Japan's Longest Day (日本のいちばん長い日 / Nihon no ichiban nagai hi), noto anche come: The Emperor and a General[6] di Kihachi Okamoto, 1967.